# رضح كليل في الكلى

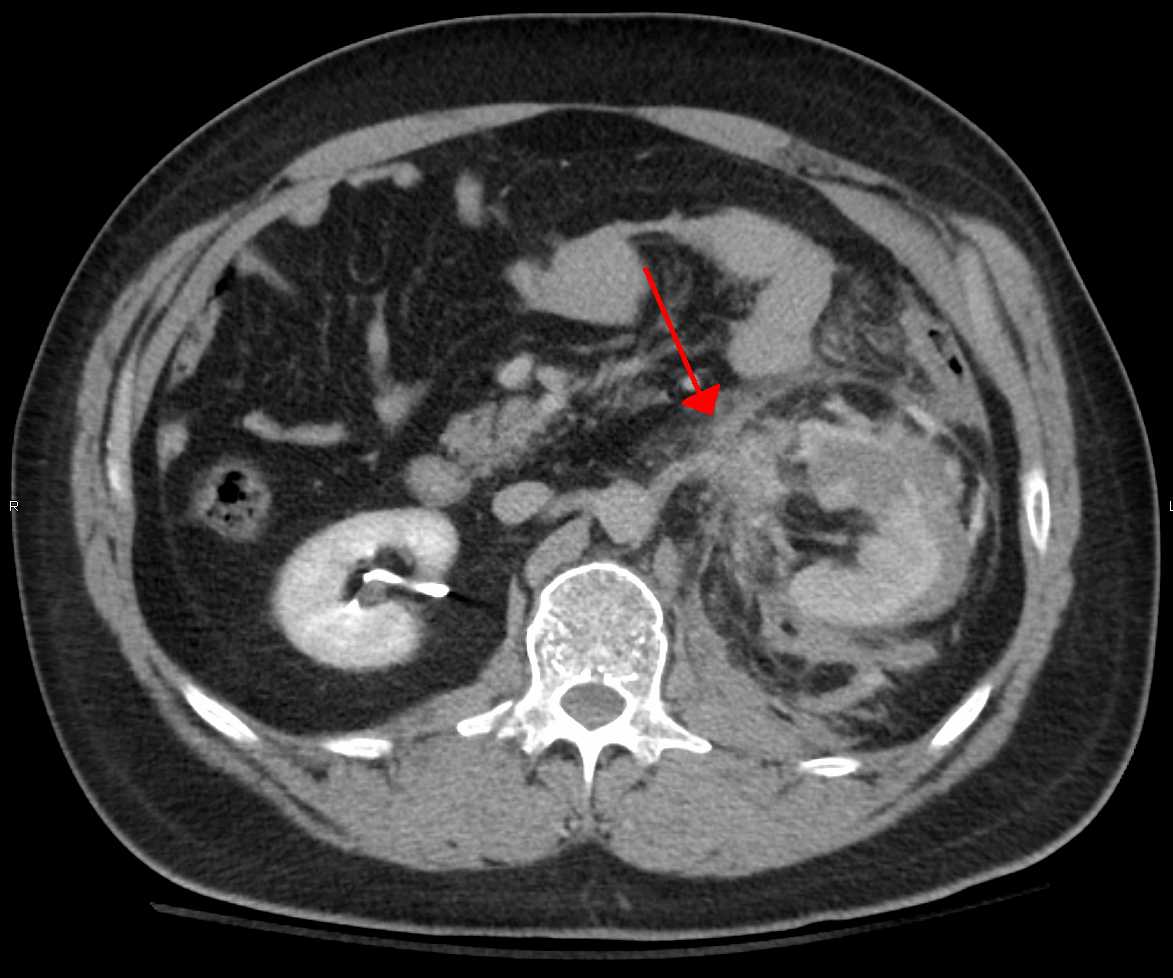
تصوير مقطعي محوسب يُظهِر إصابة الشريان الكلوي الأيسر.

يحدث الرَّضحُ الكَليلُ في الكُلَى أو الصَّدمةُ الكَليلةُ في الكُلَى (بالإنجليزية: Blunt kidney trauma) في حوالي 10٪ من رضَّات البطنِ الخطيرة. 13٪ منها ذات صلة رياضية، وتكون الكلى ثم الخصيتين الأكثر عرضة للإصابة. السبب الأكثر شيوعًا حتى الآن هو حوادث المرور والسقوط، وعادةً ما تكون المضاعفات أقل خطورة من إصابات الأعضاء الداخلية الأخرى.

## الإصابات الرياضية
ذُكِرت إصابات الكلى في كرة القدم وفنون الدفاع عن النفس. وأظهرت مراجعة للمقالات في مايو 2009 أن الإصابات البولية والتناسلية غير شائعة في الرياضات الجماعية والرياضات الفردية، وأن معظم الإصابات بسيطة، رغم ذلك؛ تنتج الإصابات الأخطر عن ركوب الدراجات وركوب الخيل.
وقد وُجِدت حالة خاصة في مشارك رياضي ذي كلية واحدة. كانت الأكاديمية الأمريكية لطب الأطفال لجنة الطب الرياضي واللياقة البدنية قد أوصت سابقًا ضد مشاركة هؤلاء الأطفال والمراهقين في رياضات الاتصال. إذ أظهرت دراسة أن 45،000 طفل يعانون من إصابات الكلى بسبب رياضات الاتصال؛ مثل التزلج.

## التشخيص
في الإصابة الكليلة، يجب عمل التصوير التشخيصي الشعاعي إذا كان هناك بيلة دموية عيانية، أو إذا حدثت صدمة للمريض إما مع البيلة الدموية العِيانية أو المِجْهرية.

## الاستقصاء / التحقيق
طريقة التصوير الشعاعي المفضلة هي التصوير المقطعي المحوسب الذي يتوفر بسهولة في معظم أقسام الطوارئ. وأصبحت مرات المسح أقصر مع كل جيل من الماسحات الضوئية، كما أن الفحص الحالي سريع ودقيق يُثبت الإصابات الكلوية جنبًا إلى جنب مع الإصابات المرتبطة بأعضاء أخرى في البطن أو خلف الصفاق.

## العلاج
على عكس الفحص بالموجات فوق الصوتية، يوفر التصوير المقطعي المحوسب المعلومات التشريحية والوظيفية التي تسمح بالتصنيف الدقيق للإصابة والمسؤولة جزئيًا عن اتجاه متزايد نحو العلاج المحافظ (السوائل الوريدية والمتابعة الوثيقة) للصدمة الكلوية. لا يُطبَّق العلاج المحافظ في الحالات التي يتم فيها العثور على تسرب بول واسع أو مناطق متموِّتة من متن الكلى وخاصة إذا كانت مرتبطة بإصابات أعضاء البطن الأخرى. هذه الحالات عرضة للمضاعفات ومن المرجح أن تتطلب عملية جراحية. على الرغم من ذلك، تشير دراسة استعادية إلى أن العلاج المحافظ الأوّلي لتمزق الكلى يؤدي إلى جراحة أقل، وفقدان دم أقل من متن الكلى، مقارنةً باستراتيجية الجراحة الأولية.
وُثِّق 85٪ من المرضى تم علاجهم بنجاح دون جراحة. وقد يكون استبعاد الإصابات المصاحبة هو النقطة الرئيسية في علاج المرضى بدون جراحة.
يفسح الهيكل التشريحي للكلى المجال للعلاج غير الجراحي في حالات الرضح الكليل. فالكلى لديها إمداد دموي منتهي، عندما تتعرض لقوة تسبب تهتكًا، يحدث التمزق خلال متن الكلى. وقد يحرك الورم الدموي الناتج الأنسجة الكلوية، ولكن لا تتمزق الأوعية نفسها.
تعزز المساحة المغلقة خلف الصفاق حول الكلى الدُكاك من نزيف إصابات الكلى.
وأتاحت الأشعة التداخلية القدرة على علاج التمزقات الكلوية بغير الجراحة.

### دواعي التدخل الجراحي
يجب إلزامًا التدخل الجراحي في حالات إصابة المريض بصدمة خارجية أوالنزيف الكلوي المستمر. علامات استمرار النزيف الكلوي هي ورم دموي نابض ومتوسع خلف الصفاق. وأيضًا إذا كانت هناك نزع في الشريان الكلوي الرئيسي أو الوريد كما يظهر في التصوير المقطعي أو تصوير الشرايين.
تشمل الدواعي النسبية الأنسجة المتموتة كأن تكون مساحة كبيرة متموتة من متن الكلى (> 25٪). أشار هوسمان وموريس إلى أن الإصابات الكبيرة التي تحدث في الأنسجة الكلوية (25-50٪) مرتبطة بالتهتك المتني وتُعالَج دون جراحة لها معدل مضاعفات مرتفع (82٪).
كما قام هوسمان وآخرون بمقارنة نتائج العلاج غير الجراحي والجراحي للتشوهات الكلوية الرئيسية والشظايا الكلوية المتهتكة بعد الصدمة الكليلة. وأظهرت النتائج التي توصلوا إليها أنه عندما ترتبط هذه الإصابات الكلوية مع إصابة أعضاء داخل الصفاق، وبإصلاح هذه الإصابات جراحيًا، انخفضت النسبة الإجمالية للاعتلال من 85٪ إلى 23٪. وترافقت إصابات البنكرياس والأمعاء بشكل خاص مع ارتفاع معدلات الكيسات البولية والخراجات.
وعلاوة على ذلك، يخضع ما يقرب من جميع مرضى الصدمة الكليلة مع إصابات الأعضاء داخل الصفاق لعملية فتح البطن، وهذا يوفر فرصة لاستكشاف وإصلاح الكلى.
حددت مراجعة منهجية بواسطة تشيرون وآخرون ثلاثة عوامل خطر لم يتم تضمينها في الدرجة 4 من تصنيف الإصابات الكلوية، ولكن ترتبط مع عدم استقرار الدورة الدموية والحاجة لعملية جراحية، وهي:
- ورم دموي محيط بالكلية > 3.5 سم
- انصباب أو تسرب دمي
- تهتك الكلى الإنسي

ومن الدواعي النسبية الإضافية ما يلي:
- جزء رئيسي متموت
- إصابة مرتبطة بالتسرب البولي
- إصابة كلوية واسعة النطاق
- ورم دموي كبير خلف الصفاق، حتى من دون إصابة داخل الصفاق

## المضاعفات
تعتمد المضاعفات التي يمكن أن تتبع الصدمة الكلوية على درجة الإصابة الكلوية الأولية وطريقة العلاج. في معظم الحالات، تكون المضاعفات الناتجة اعتلالات ذات مدى قصير، ويمكن علاجها بنجاح بواسطة تقنيات تنظير الجهاز البولي، فلا تطول فترة البقاء في المستشفى.

### المضاعفات المبكرة
المضاعفات المبكرة، تلك التي تحدث في غضون شهر واحد من الإصابة، هي الكيسة البولية وتأخر النزف والناسور البولي والخراج وارتفاع ضغط الدم. كذلك التسرب البولي لفترات طويلة هو أحد المضاعفات الأكثر شيوعًا بعد الصدمة الكلوية. تحدث الكيسات البولية في أقل من 1٪ من حالات الصدمة الكلوية. ولا تتطلب الخراجات الصغيرة غير الملتهبة تدخلًا علاجيًا. لكن عادةً ما تُعالَج الخراجات الأكبر بنجاح من خلال التنظير أو عن طريق الجلد بوضع أنبوب الحالب / أو أنبوب فغر الكلية.
يحدث تأخر النزيف الكلوي بشكل شائع في غضون أسبوعين من الإصابة. وعندما يكون النزف غزيرًا، قد تكون هناك حاجة لعمليات نقل الدم وتصوير الأوعية والانصمام الانعكاسي. يمكن أن يحدث الناسور البولي من خراج غير مُصرَف أو من أجزاء كبيرة متموِّتة من متن الكلية. وترتبط خراجات خلف الصفاق بالعلوص والحمى والإنتان.
يمكن استنزاف معظم الخراجات بسهولة عن طريق الجلد. يتم تحديد مدى الخراج عن طريق التصوير المقطعي.
يكون ارتفاع ضغط الدم في فترة ما بعد الجراحة عابرًا وعادة بوساطة إنزيم الرينين، ولا يتطلب أي علاج.

### المضاعفات المتأخرة
المضاعفات المتأخرة بعد الصدمة الكلوية هي موه الكلية والناسور الشرياني والتهاب الحويضة والكلية وتكوين الحصوات.
يمكن أن يؤدي التندب في منطقة الحوض الكلوي والحالب بعد الصدمة الكلوية إلى انسداد المسالك البولية، وبالتالي يؤدي إلى تكوين الحصوات والالتهابات المزمنة.
يجب متابعة مرضى الصدمة الكلوية على المدى الطويل من أجل هذه المضاعفات المتأخرة، والتي غالبًا ما تكون بدايتها مفاجئة.